# Erisried
Erisried ist ein Gemeindeteil der oberschwäbischen Gemeinde Stetten.

## Geographie
Erisried liegt etwa zwei Kilometer südlich des Hauptortes Stetten. Durch den Ort verläuft die Staatsstraße 2013, dort beginnt die Kreisstraße MN 4. Östlich des Ortes fließt der Dürrenbach, westlich liegt der Altenburger Wald. Der Bäumelbach fließt durch den westlichen Gemeindeteil.

## Geschichte
Der Ort entstand vermutlich im 10. Jahrhundert, als bei einer zweiten Rodungswelle der Welfen mehrere Ortschaften auf deren Territorium gegründet wurden. Mit der sogenannten Isegrimsche Reliquienschenkung des Abtes Isegrim vom Kloster Ottobeuren 1167 erhielt die Kirche Reliquien aus Köln. Erstmals urkundlich erwähnt wurde der Ort in einer gefälschten Urkunde aus dem Jahre 1183, mit der der Milde Herzog Welf vermutlich den Ort dem Kloster Steingaden schenkte. Die Kirche ging wohl ebenfalls an das Kloster über, da nur zwei Jahre später Papst Lucius III. und König Heinrich VI. 1189 dies dem Kloster bestätigten. Aber auch die Urkunde des Königs wurde als Fälschung erkannt. Die Herrin von Erisried und ihre Untertanen gaben 1228 dem Kloster Rottenbuch zum Kauf eines Hofes in Adelsberg zwölf Pfund. Dieser Schenkung wohnte Swigger zu Mindelberg bei. Das Patronatsrecht über die Erisrieder Kirche ging 1288 auf ewige Zeiten an das Kloster Ottobeuren. Der Klosterkonvent musste dafür auf das Patronatsrecht in Sontheim zugunsten der Herren zu Mindelberg verzichten. In der Verkaufsurkunde der Herrschaft Mindelberg von 1363 ist das Erisrieder Gericht der niederen Gerichtsbarkeit aufgeführt. Bis zum Untergang des Heiligen Römischen Reiches blieb der Ort in der Herrschaft Mindelheim. Einzelne Höfe gehörten in dieser Zeit allerdings auch den umliegenden Klöstern in Ottobeuren, Irsee, Steingaden, Ursberg und dem Spital von Mindelheim. Diese verliehen die Afterlehen an Bürger von Mindelheim und Memmingen. Dem Dreißigjährigen Krieg fielen fast alle Bewohner zum Opfer. Im Jahr 1721 gab es 28 Anwesen im Ort. In den Napoleonischen Kriegen von 1805 bis 1815 starben 16 Menschen aus Erisried. Die Namen verschiedener Grundstücke, die meist mit dem Wort Teile enden,  erinnern an die um 1800 begonnene Neuordnung des Ortes. Eine Verbindungsstraße nach Mussenhausen wurde 1805 von der Gemeinde erbaut und war bis zur Übernahme 1928/29 durch das Land Bayern im Gemeindebesitz. Die erste Schule erhielt der Ort im Jahre 1820, bereits 1837 wurde ein neues, heute unter Denkmalschutz stehendes Schulhaus mit einem Walmdach  erbaut, das bis 1971 benutzt wurde. Ein Armenhaus wurde 1844 eingerichtet. Zwei Bürger des Ortes fielen im Deutsch-Französischen Krieg. Die erste Poststelle wurde im Ort am 1. April 1901 eingerichtet. Im Ersten Weltkrieg kamen 16 Bürger ums Leben, einer wurde vermisst. Im Zweiten Weltkrieg fielen neun Gemeindebürger und sechs wurden vermisst.
Nach dem Kriegsende nahm Erisried viele Flüchtlinge aus den ehemaligen Ostgebieten auf, so dass die Bevölkerung kurzzeitig auf 480 Einwohner stieg. Die Ortsstraße und der Dorfplatz wurden 1953 ausgebaut. Der öfters Hochwasser führende, etwa 600 Meter westlich der Ortsmitte fließende Auerbach wurde von 1960 bis 1961 reguliert. Die Verbindungsstraße nach Dirlewang baute man von 1960 bis 1968 aus, als auch die große Flurbereinigung stattfand. Im Jahr 1834 hatte Ort 536,5 Hektar Fläche, bis zum Jahr 1960 erhöhte sich diese auf 568,21 Hektar. Als das gemeindefreie Gebiet Hochfirst 1984 aufgelöst wurde, fielen Erisried 280 Hektar zu. Von 1945 bis 1982 erhöhte sich die Zahl der Gebäude von 68 auf 91. Bei der Gebietsreform in Bayern wurde der Ort am 1. Mai 1978 in Stetten eingemeindet. Der unter Denkmalschutz stehende ehemalige Pfarrhof von 1792 wurde 1980 durch die Gemeinde Stetten in ein Bürger- und Vereinsheim umgebaut.

## Sehenswürdigkeiten

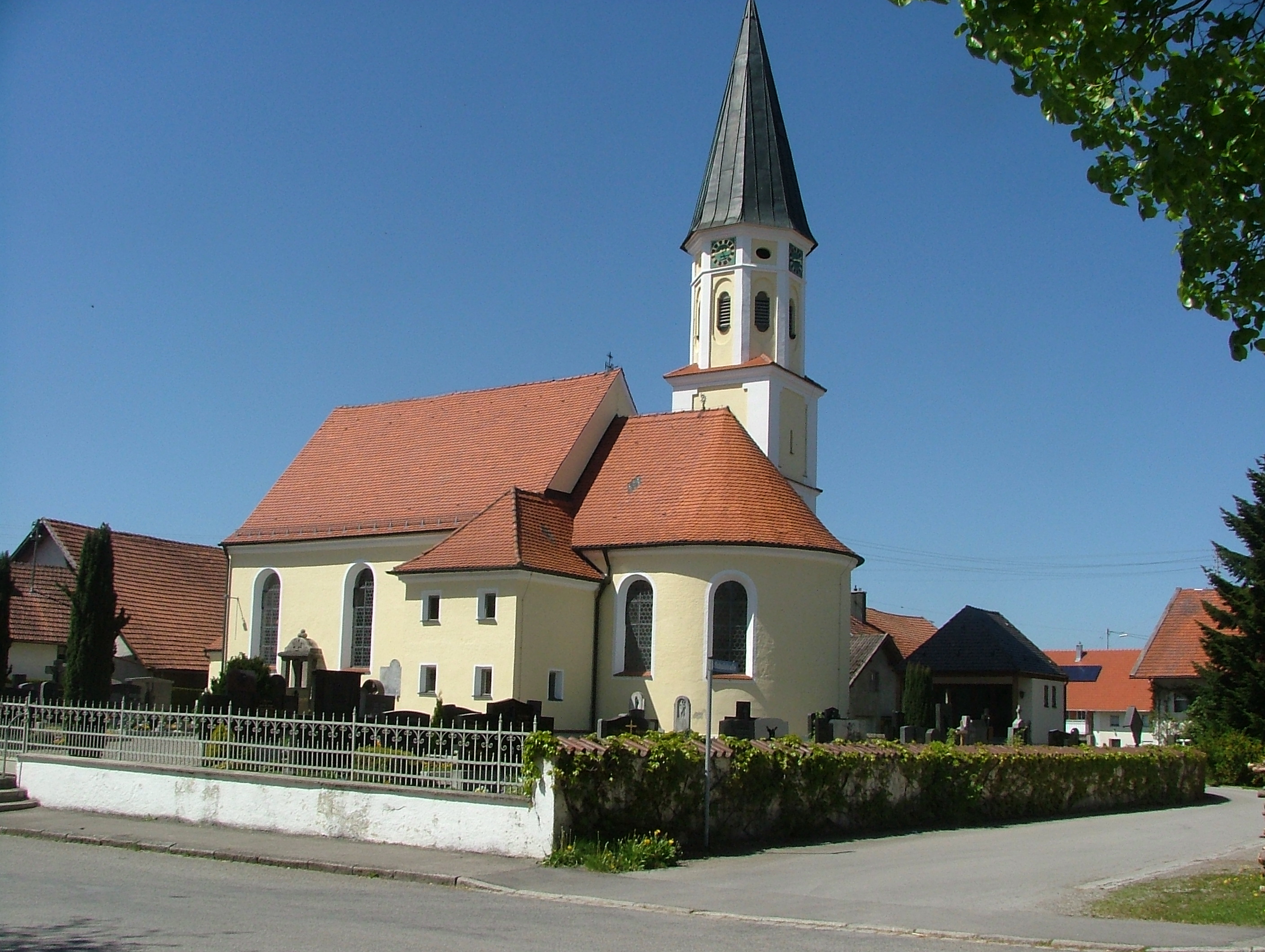
St. Ulrich in Erisried

Als sehenswertes Gebäude gilt die 1763 erbaute barocke Kirche St. Ulrich.